# Міст Камаґарі

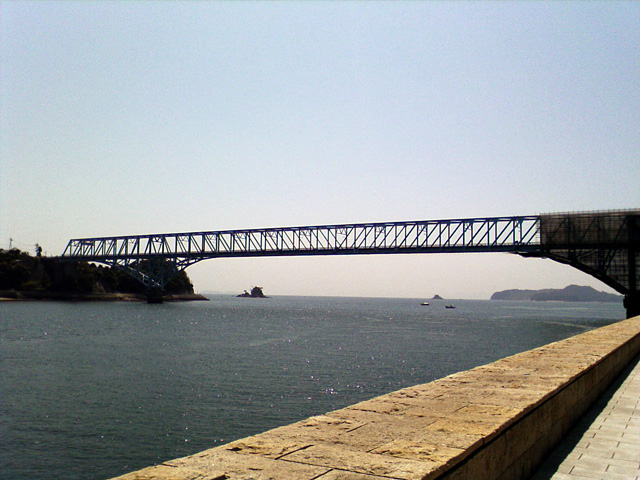
Міст Камаґарі (2008).

Мі́ст Камаґа́рі (яп. 蒲刈大橋, かまがりおおはし, камаґарі охасі, «Великий міст Камаґарі») — фермовий міст в Японії, в префектурі Хіросіма. Прокладений між островами Сімо-Камаґарі та Камі-Камаґарі через протоку Санносе у Внутрішньому Японському морі. Загальна довжина — 480 м. Довжина прольоту — 225 м. Відкритий в жовтні 1979 року. Один із 8 мостів, що сполучають острови Ґеййо моря Акі з островом Хонсю. Порядковий номер — «2». Сполучає райони Камаґарі та Сімо-Камаґарі міста Куре.